# کلاریجان
کلاریجان، روستایی است از توابع بخش مرکزی شهرستان سوادکوه در استان مازندران ایران.این روستا به سه بخش استل سر , دشت میان و یورنه تقسیم شده است. راه ورودی این روستا از کیلومتر ۵ جاده آلاشت راهی اختصاصی است و به جنگل های بیکران هیرکانی منتهی می شود. و آبشاری بر روی رودخانه کیترو به نام اسب آبی کلاریجان وجود دارد که بین دو روستای کلاریجان و پارسی است

## وجه تسمیه
روستای کلاریجان با قدمتی دیرینه از تمجع اقوام از نقاط مختلف استان مازندران شکل گرفته است. بر اساس دیدگاه صاحب نظران ، محل کنونی این روستا نخستین بار با سکونت مهاجرانی از منطقه لاریجان آمل شکل گرفت . هرچند که طبق شواهد و اسناد این روستا دارای قدمتی دیرینه و صاحب تمدنی درخور از دوران میترائیسم است که اکنون خرابه هایی از آن را میتوان در جنگل های انبوه این روستا یافت. 
به جهت حضور همین مهاجران به لاریجان کوچک و در زبان تبری به کِچکلارجون یا کِل لارجون و بعدها در اثر فرسایش زبانی به کلاریجان یا در گویش محلی کلارجون شهرت یافته است.

## بقعه ها
امام زاده محمد از نوادگان  امام موسی کاظم در بخش یورنه و بقعه سید اشرف در بخش استلسر که گمان می رود از زنان عابد پیش از اسلام و از بازماندگان معابد مقدس آناهید باشد چراکه نزد بسیاری از اهالی این باور وجود دارد که مردان نباید وارد این زیارتگاه شوند،همچنین شواهدی نیز از بروز اتفاقات ناگوار برای سوداگران گنج پس از کاوش این مقبره مقدس وجود دارد.
همچنین مقبره ای از یک درویش در مرکز این روستا واقع شده است.

## جمعیت
این روستا در دهستان ولوپی قرار دارد و براساس سرشماری مرکز آمار ایران در سال ۱۳۹۵، جمعیت آن ۲۵۷ نفر (۱۰۰خانوار) بوده‌است.